# Tateti (canal de televisión)
Tateti (Estilizado como TATETI) fue un canal de televisión abierta binacional de índole infantil. El canal comenzó sus emisiones por la TDT de Argentina el 21 de abril de 2010 y se expandió a Chile cinco años después, el 1 de agosto de 2015. Desde el 16 de noviembre de 2021, forma parte del bloque infantil matinal del canal TV Más 2 en Chile.

## Historia
En Chile, TV+ transmitió su segunda señal en las ciudades de Santiago, Coquimbo, Valparaíso, Concepción y Puerto Montt, con contenidos bajo la marca TATETI, pero con programación distinta a la que se emitía en Argentina: el canal chileno cuenta con algunos derechos de transmisión adicionales, como las producciones como Bartolo, Dora la exploradora, Blaze and the Monster Machines, Angel's Friends, Safety Sheriff Labrador y Muelín y Perlita, los cuales se emiten de manera aleatoria y en diferente orden.
En Argentina, TATETI era operado por la empresa Non Stop TV. Cesó sus transmisiones en Argentina el 13 de octubre de 2017 y fue reemplazado por el canal público Paraguay TV tras el acuerdo que tuvo el Gobierno argentino con el Gobierno de Paraguay para distribuir la señal estatal en la TDA al nivel nacional para fines de septiembre de ese año.
Semanas después al cierre del canal en Argentina, se traspasaron algunas de las series y películas del catálogo de Cookie Jar y DIC de manera paulatina, además de miniprogramas como Canciones para soñar de María Elena Walsh que se exhibe entre el término de las series, como la canción de Tomar el té y la del Jacarandá.[cita requerida]
En junio de 2021 y después de 4 años fuera del aire en Argentina, la productora Non Stop relanzó TATETI como una plataforma OTT con el mismo catálogo de series infantiles disponible para toda Latinoamérica a un precio accesible.
En Chile, el 16 de noviembre de 2021, la señal dejó de transmitir para convertirse en TV Más 2, cuya programación se basa en series clásicas, música, películas, caricaturas, telenovelas y documentales. A pesar de su cese de emisión, TV+ aún mantiene la franquicia con un bloque matinal que emite parte de las series animadas del canal.

### TV Educa Chile
Desde el 14 de abril de 2020, TATETI, al igual que los segundos subcanales de la televisión abierta chilena en la TDT, retransmitió de manera temporal el canal TV Educa Chile.
La programación de TV Educa Chile era emitida diariamente desde las 7:00 a. m. hasta las 10:00 p.m., mientras que el resto del día era emitida la programación de TATETI.
Desde el 1 de abril de 2021, TATETI volvió a su programación habitual, pero sin existir una programación fija, ya que las series se encuentran rotándose de manera aleatoria.

## Programación

### Última programación
- Caillou
- Bumpy y sus amigos
- La Pequeña Lulú (1995)
- Mona la vampira
- Arthur
- Will y Dewitt
- Zoboomafoo
- Sonic Underground
- Las Aventuras de Super Mario Bros.
- Johnny Test
- Los Doodlebops
- Madeline
- Action man
- Las misteriosas aventuras de la Sra. Mallard

### Programación anterior
- Condorito
- Daniel el travieso
- El cerdito Huxley
- Gadget Boy
- James Bond Jr.
- Las tres mellizas
- Simón en la tierra de los dibujos de tiza
- Las aventuras de Sonic
- El hombre de jengibre
- Las aventuras de Portland Bill
- Dos familias de ositos
- Bangers y Mash
- Los Perishers
- Emily de Luna Nueva
- El castillo feliz
- Jay Jay, el avioncito (sólo la temporada de los misterios de Jay Jay.

## Bloques especiales

### Bloques emitidos
- Maratón TATETI: Sábados y domingos de 16 a 20 h. Se transmitía cuatro horas seguidas del programa ganador: semanalmente se coloca en la página de Facebook del canal una publicación en la cual el público debe votar, mediante el «me gusta», uno de los dos programas sugeridos para que ocupe este espacio.

- Hora TATETI: Lunes a viernes 23 a 00 h. Se transmitía una hora completa de un programa al azar.

- Maratón Grandes: Sábados y domingos de 22 a 00 h. Se transmitía dos horas seguidas de Los misterios del oráculo, ¿Le temes a la oscuridad?, Los archivos secretos de Shelby Woo y Sherlock Holmes del siglo 22 (uno por semana, siendo rotados).

## Cine TATETI
Este bloque se encargaba de emitir exclusivamente películas para el público infantil. Algunas de estas, eran derivadas de las series que posee el canal, pero otras no. Parte de estas películas fueron:
- Frutillita
- El chico del tiempo
- La isla de los dinosaurios
- La danza de los monstruos
- Mi adorable Madeline
- Los defensores de la ciudad de Dynatron
- La leyenda de los poderosos del Hawaii
- El último caso del Inspector Gadget
- Sabrina: por siempre amigas
- Iz y los Izzies
- Daniel el travieso: Vacaciones en el mar

### Películas navideñas
- El Inspector Gadget salva la Navidad
- La Navidad perfecta de Arturo
- Los fantasmas de Scrooge
- La película de Navidad de Caillou
- Hay que atrapar a Santa Claus